# Pont de Remagen
El Pont de Remagen és un pont sobre el Rin a Remagen (Alemanya), al sud de Bonn. Va ser construït durant la Primera Guerra Mundial a instàncies dels comandaments militars alemanys per tal de fer arribar tropes i material de guerra al front. Anys endavant, a finals de la Segona Guerra Mundial, la Novena Divisó Cuirassada de l'exèrcit americà va aconseguir apoderar-se del pont el 7 de març de 1945, després d'una aferrissada batalla. Les tropes alemanyes havien intentat demolir el pont dues vegades, però fracassaren. Com a represàlia, Hitler feu afusellar quatre dels seus oficials (els comandants Hans Scheller, Herbert Strobel i August Kraft així com el tinent Karl-Heinz Peters; un cinquè oficial, el capità Willi Bratge també fou condemnat a mort en absència, ja que els soldats nord-amereicans l'havien fet presoner) i continuaren els intents de fer volar el pont. La seva captura per part de les tropes americanes fou coneguda com "el Miracle de Remagen". Tanmateix, el 17 de març de 1945, el pont es va ensorrar i 28 soldats nord-americans hi perderen la vida.

## Museu

Imatges del pont durant la guerra

El Museu de la Pau del Pont de Remagen va ser obert al públic el 7 de març de 1980. Les torres, que en el seu moment foren testimoni d'un episodi singular durant la Segona Guerra Mundial, contenen una exposició que relata la història del pont que sostenien. Compta amb diferents elements museogràfics i recursos audiovisuals on s'expliquen diferents aspectes de la guerra mundial i les batalles de soldats britànics, nord-americans i belgues contra alemanys per apoderar-se del pont. Actualment guarda documentació relativa a diferents guerres i s'ha convertit, per tant, en un centre d'anàlisi i recerca de conflictes actuals per a l'estudi de la pau.